# Gare de Voyenne
Gare de Voyenne vasútállomás Franciaországban, Voyenne településen.

## Vasútvonalak
Az állomást az alábbi vasútvonalak érintik:
- La Plain-Hirson-vasútvonal

## Kapcsolódó állomások
A vasútállomáshoz az alábbi állomások vannak a legközelebb:
- Gare de Laon
- Gare de Marle-sur-Serre
- Gare de Dercy - Froidmont